# Yancy Butler
Yancy Butler (New York, 2 juli 1970) is een Amerikaanse actrice en het meest bekend met de hoofdrol van Sara 'Pez' Pezzini in de televisieserie Witchblade, waarmee ze in 2002 een Saturn Award won voor beste actrice in een televisieserie. Daarnaast speelde ze ook een grote rol in de films Hard Target en Drop Zone.

## Levensloop
Butler werd geboren Greenwich Village een wijk in Lower Manhattan in New York. Ze is de dochter van Leslie Vega een manager van een theatergezelschap en Joe Butler de drummer/vocalist van de rockgroep The Lovin' Spoonful. Haar eerste belangrijke rol was in 1992 met de televisieserie Mann & Machine. In 1979 maakte ze haar filmdebuut met een kleine rol in de slasher-film Savage Weekend. Haar eerste grote rol op het witte doek was de film Hard Target uit 1993. Tussen 2001 en 2002 speelde Butler de hoofdrol in de televisieserie Witchblade, gebaseerd op de gelijknamige stripboekenreeks. In 2007 speelde ze elf afleveringen in de soapserie As the World Turns. In 2010 verscheen ze wederom in een stripboek-verfilming: Kick-Ass. Butler werd na het maken van Witchblade herhaaldelijk gearresteerd voor misdrijven die verband hielden met alcoholgebruik.

## Filmografie
- Biblioteca Nacional de España: XX1124533
- Bibliothèque nationale de France: cb140267413 (data)
- International Standard Name Identifier: 0000 0000 5933 0259
- Library of Congress Control Number: no98130240
- Virtual International Authority File: 74050917
- WorldCat: E39PBJd3QgDP6PpHr3GJVDjt8C